# Романова, Надежда Петровна
Наде́жда Петро́вна (4 (16) марта 1898, Дюльбер, Российская империя — 21 апреля 1988, Шантийи, Франция) — русская княжна императорской крови, младшая дочь великого князя Петра Николаевича и великой княгини Милицы Николаевны (урождённой княжны Черногорской), правнучка императора Николая I.

## Биография
Родилась в Дюльбере, крещена вместе с сестрой—близнецом Софией, умершей вскоре после рождения, 4 марта 1898 года в церкви Вознесения Господня в Кореизе. В детстве с родителями подолгу жила за границей и в Крыму.
В начале 1914 года была помолвлена со своим троюродным братом, князем Олегом Константиновичем (сыном великого князя Константина Константиновича), который 27 сентября 1914 года был тяжело ранен в стычке с германскими кавалеристами близ деревни Пильвишки в районе Владиславова и умер от ран 29 сентября (12 октября по нов. стилю) в Вильно.
12 апреля 1917 года в церкви Святой Нины (Харакс, Крым) вышла замуж за князя Николая Владимировича Орлова (1891—1961), сына генерала В. Н. Орлова, и уехала в эмиграцию. Дети:
- Ирина Николаевна (1918—1989), вышла замуж за барона Герберта фон Вальдштаттена 27 апреля 1946 года в Риме, Италия, развелись в 1946 году. Вышла замуж за Энтони Адама Зильстра 8 января 1960 года в Гааге, Нидерланды. Имела титул княгини Ирины Орловой. Имела двоих детей, старшая дочь рождена в браке, младший ребенок рожден после развода с первым мужем.
  - Элизабет баронесса фон Вальдштаттен (род. 1944).
  - Алексис Николай Орлов (род. 1947).
- Ксения Николаевна (1921—1963), вышла замуж за Поля де Монтеньяка 17 апреля 1943 года, развелись в 1951 году. Вышла замуж за Жана Альбера д’Альмона, барона д’Альмона, 14 марта 1951 года в Париже, Франция. Имела титул княгини Ксении Орловой.
  - Каликст Николя Август де Монтеньяк (род. 1944) — от первого брака
  - Надежда д’Альмон, баронесса д’Альмон (род. 1952) — от второго брака.

Они были в числе Романовых, эвакуированных на британском линейном корабле «Мальборо» из Крыма в ходе Крымской эвакуации 1919 года. Её малолетняя дочь Ирина, родившаяся в марте 1918 года, была самым маленьким пассажиром на военном корабле.
В марте 1940 года в Белграде брак был расторгнут.
Надежда Петровна прожила долгую жизнь, она была самой старшей в семействе Романовых в эмиграции. Скончалась 21 апреля 1988 года в возрасте девяноста лет в Шантильи во Франции и похоронена на кладбище Samois (77-France).